# Tennistoernooi van Peking 2008
Het tennistoernooi van Peking van 2008 werd van 22 tot en met 28 september 2008 gespeeld op de hardcourtbanen van het Beijing Tennis Center in de Chinese hoofdstad Peking. De officiële naam van het toernooi was China Open. Dit jaar was het voor het laatst dat het toernooi in het Beijing Tennis Center plaatsvond, waar het sinds 2004 werd gehouden.
Het toernooi bestond uit twee delen:
- WTA-toernooi van Peking 2008, het toernooi voor de vrouwen
- ATP-toernooi van Peking 2008, het toernooi voor de mannen

ATP-toernooi van Peking‎ – WTA-toernooi van Peking/Shanghai

2000 · 2001–2003 · 2004 · 2005 · 2006 · 2007 · 2008 · 2009 · 2010 · 2011 · 2012 · 2013 · 2014 · 2015 · 2016 · 2017 · 2018 · 2019 · 2020–2022 · 2023 · 2024